# Bruno Pereira
Bruno da Cunha Araújo Pereira (Recife, 15 de agosto de 1980-Atalaia do Norte, Amazonas, 5 de junio de 2022) fue un experto indigenista brasileño y defensor de las causas de los pueblos originarios. Se desempeñó como funcionario de la Fundación brasileña del Indio (FUNAI) hasta 2020. Fue considerado uno de los mayores especialistas en pueblos indígenas aislados de Brasil y un experto conocedor del Valle de Javari.

## Carrera profesional
Era el segundo de los tres hijos de Max Pereira Pereira, ejecutivo de ventas en industrias del aluminio y el vidrio, y su esposa Maria das Graças da Cunha, empleada en la oficina de pensiones del gobierno.
Comenzó a estudiar periodismo en la Universidad Federal de Pernambuco (UFPE) en 2000, pero abandonó la carrera en 2003. Posteriormente, trabajó por un período en el Instituto Nacional de Seguridad Social (INSS) en Recife. Después de conseguir un trabajo en el programa ambiental de la Central Hidroeléctrica Balbina, se fue a la Amazonía. 
Después de algunos años en la hidroeléctrica de Balbina, pasó el concurso de la Fundación Nacional del Indio (FUNAI) y optó por ir al Valle del Javari, la tierra indígena que tiene la mayor concentración de indígenas aislados del mundo. En 2018 se convirtió en el coordinador general de Indios Aislados y Recién Contactados de la Funai, cuando lideró la expedición más grande para contactar con indígenas aislados. 
En 2019 lideró la mayor expedición para contactar con indígenas aislados en los últimos 20 años. Sin embargo, tras presiones de sectores rurales vinculados al gobierno de Jair Bolsonaro, fue destituido de su cargo en octubre de ese año por el entonces secretario ejecutivo de Sergio Moro en el Ministerio de Justicia, Luiz Pontel. 
Según entidades indígenas, fue constantemente amenazado por mineros, madereros y pescadores.
También coordinó un proyecto para equipar a los indígenas para defender su territorio, utilizando drones, computadoras y capacitación. Afirmó que los invasores se sentían más cómodos por la permisividad del poder público, con la vigilancia en un proceso de debilitamiento continuo.
Tuvo un hijo en una relación antes de casarse con la antropóloga Beatriz Matos, con la que tuvo otros dos hijos.

## Asesinato
En junio de 2022, junto con el periodista británico Dom Phillips, fueron asesinados mientras viajaban en lancha por el Valle del Javari, la segunda tierra indígena más grande de Brasil, en el extremo occidental de la Amazonía. Iban a entrevistar a los indígenas en un lugar llamado Lago do Jaburu y luego se trasladaron a la comunidad de São Rafael, donde esperaban reunirse con un pescador local. El crimen ocurrió en el camino entre la comunidad y el municipio de Atalaia do Norte. 
Dos hermanos fueron detenidos por la Policía Federal (PF) como sospechosos de estar involucrados en las desapariciones. Días después, uno de ellos confesó que habían interceptado y matado a tiros a Bruno y Phillips y le dijo a la Policía Federal dónde había enterrado los cuerpos, así como el lugar donde hundió la embarcación en la que viajaban Phillips y Pereira. La policía encontró restos humanos en el lugar indicado y no descartó más detenciones. Sin embargo, era necesario completar los análisis forenses para confirmar que los cuerpos eran los de Bruno y Phillips.
Uno de los dos hermanos, apodado el Pelado, fue detenido pocos días después del 5 de junio, acusado de posesión de munición ilegal. Además, su lancha había sido vista siguiendo la de Bruno y Dom cuando estaban cerca de su destino, la ciudad de Atalaia do Norte. Desaparecieron el 5 de junio, y todo hace pensar que fueron asesinados en esa misma fecha.